# Bouquet de Saint-Éloi
Pour les articles homonymes, voir Bouquet.

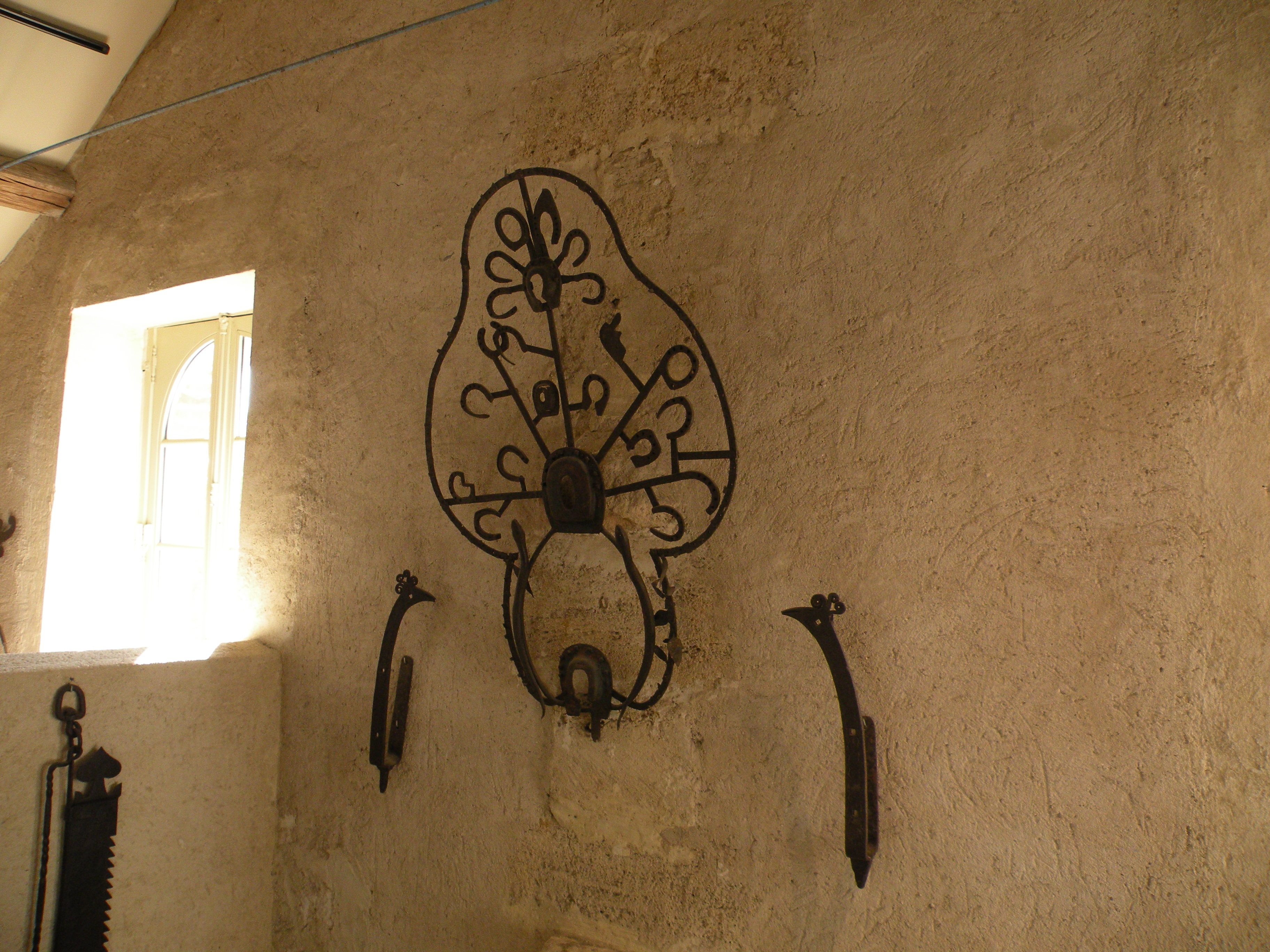
Bouquet de Saint-Éloi au musée du Vexin français.

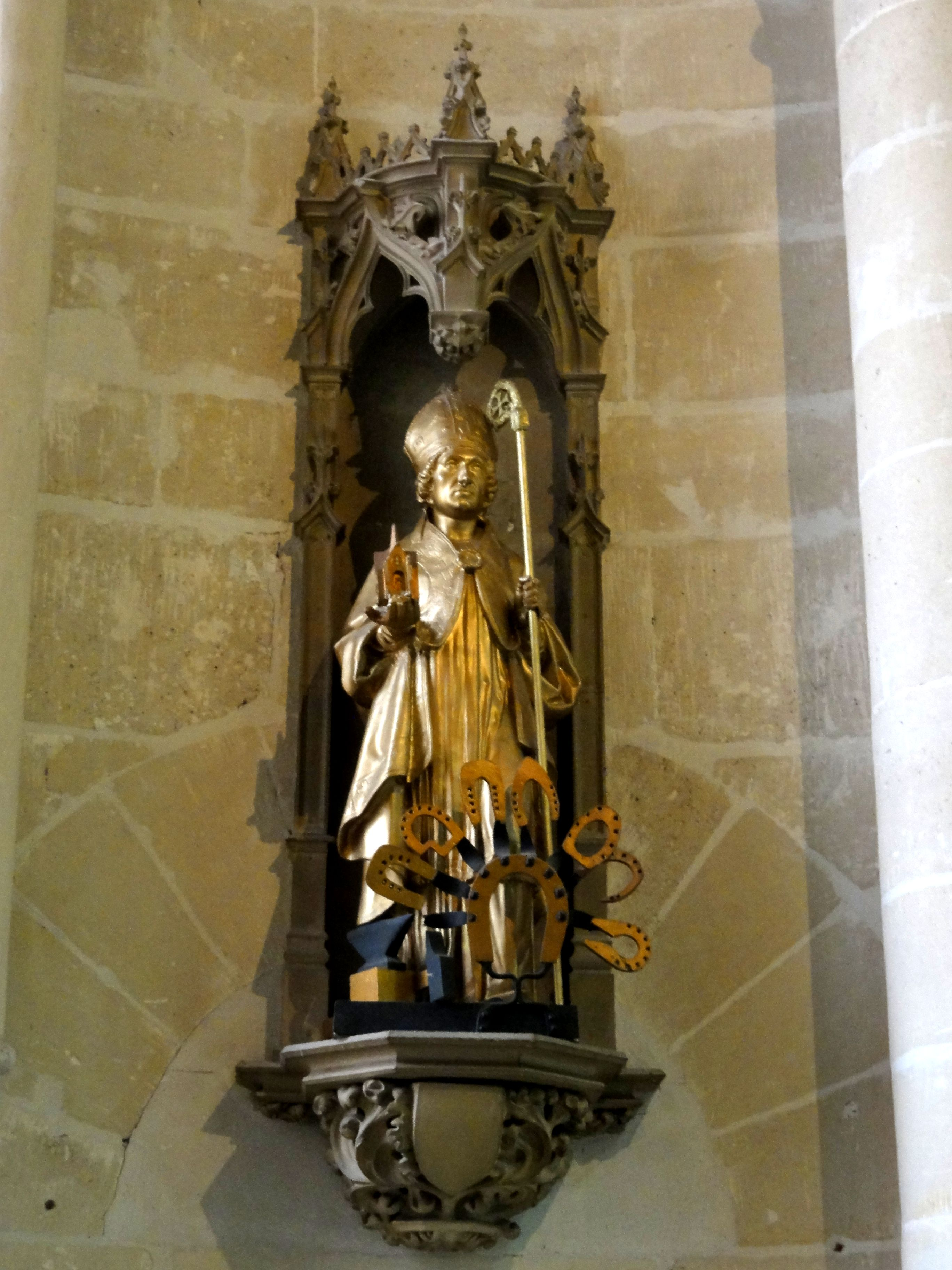
Saint Éloi dans la cathédrale Notre-Dame de Senlis.

Le bouquet de Saint-Éloi est le nom donné à la pièce réalisée par un maréchal-ferrant lorsqu'il finit son tour de France après son acceptation chez les compagnons,.
Cette pièce, chef-d'œuvre, met en avant différentes techniques (rivet, soudure) apprises et une difficulté volontairement élevée afin de démontrer l'habileté de son auteur. Elle incorpore généralement des fers à cheval.
Traditionnellement, cette pièce est suspendue au-dessus de l'entrée de l'atelier.
Le nom provient de Saint Éloi, le saint patron des ouvriers qui se servent d'un marteau, c'est-à-dire des orfèvres et des métallurgistes, et donc des maréchaux-ferrants.